# Astropecten irregularis
Astropecten irregularis là tên của một loài sao biển thuộc họ Astropectinidae.

## Môi trường sống và hành vi
Các loài trong chi Astropecten thường sống ở những đáy biển có cát, bùn hoặc sỏi. Vào ban ngày chúng sẽ ở bên dưới chất nền. Đến cuối buổi chiều và vào ban đêm thì mới trồi lên kiếm ăn. Vì vậy mà ta có thể tìm được các loài của chi này vào ban đêm ở mọi thời điểm. Astropecten irregularis cũng tương tự như các loài cùng chi. Bên cạnh đó nó là loài phổ biến tại độ sâu từ 1000 m trở lại.

## Mô tả
Nơi ở khác nhau thì vùng rìa có "vảy" của loài này cũng khác nhau. Cụ thể là ở biển Địa Trung Hải, vùng rìa của nó không có gai (đây là phân loài Astropecten irregularis pentacanthus). Còn ở Đại Tây Dương thì mỗi vảy tương ứng sẽ có một cái gai (đây là phân loài Astropecten irregularis irregularis). Nếu nhiều hơn một thì có thể là phân loài Astropecten irregularis serratus hoặc là phân loài Astropecten irregularis irregularis. Mặt trên thì có màu hồng, cuối cánh thường có màu tím và thỉnh thoảng ở vùng giữa có những đốm màu đậm. Vùng giữa đôi khi có điểm phình, điểm này sẽ trồi lên khi chúng chôn mình dưới chất nền và nó có chức năng hô hấp. Đường kính của các cá thể trưởng thành nằm trong khoảng từ 10 đến 12 cm, 19 cm là đường kính lớn nhất từng được ghi nhận. Lâu lâu, người ta còn nhầm lẫn ngoài này với Astropecten aranciacus vì có màu giống nhau. Vùng rìa và màu sắc của chân kìm nhỏ là hai điểm khác nhau.

## Thức ăn
Chúng là loài động vật ăn thịt và thức ăn là các loài trai. Khi bắt được con mồi bằng cánh, nó sẽ đưa đến miệng. Các lông gai quanh miệng sẽ giữ chặt thức ăn.

## Tên đồng nghĩa
- Asterias aranciaca O.F. Mueller, 1776 (Synonym according to Sladen (1889))[2]
- Astropecten acicularis Norman, 1865 (synonym according to Sladen (1889))[2]
- Astropecten aurantiaca Forbes, 1841 (synonym according to Perrier (1875))[2]
- Astropecten hispidus Müller & Troschel, 1842 (synonym according to Doderlein (1917))[2]
- Astropecten muelleri Müller & Troschel, 1844 (synonym)[2]
- Astropecten muelleri Düben, 1845 (Synonym according to Doderlein (1917))[2]
- Astropecten pontoporeus Sladen, 1883 (Subspecies according to Doderlein (1917))[2]

## Phân loài
- Astropecten irregularis irregularis (Pennant, 1777)[2]
- Astropecten irregularis pentacanthus (Delle Chiaje, 1827)[2]
- Astropecten irregularis pontoporeus Sladen, 1883[2]
- Astropecten irregularis serratus (Müller & Troschel, 1842)[2]